# 領便當
領便當（或稱拎飯盒、领盒饭），用以借指故事中，一個角色因為死亡、失蹤或其他原因而下場。字面上的意思是：真人扮演的影视作品中，如果演員的戲分结束后，就可領酬勞與便當後離開，對於臨時演員甚至可能一個便當就是演出戲份的酬勞。雖然一般認為領便當與「跑龍套」語出同源，且領便當同樣能套用在跑龍套角色上，但由於路人角色往往並非討論範疇，所以習慣上沒人將領便當用在跑龍套角色上。

## 語源
「便當」源于南宋时期的俗语「便當」，意思是「便利的东西、方便、顺利」。传入日本後，曾以、等借字（当て字）表记。現在的便當則是日語反傳回來的詞彙，表示將食物包裝成可以攜帶外出、方便食用的樣子。香港電影拍攝其中一個特色是劇務會購買大量便當，因為電影拍攝的時間不定，尤其是拍外景的時候，很難安排時間一起離開拍攝場地到食店用餐，演員及劇組通常只能吃便當，亦即廣東話所稱的飯盒，因此工作人員會在接近午飯及晚飯的時間為參演人員準備好便當，以供休息時進食，若有演員演完了這半天所需拍攝的戲份，或者其角色死亡無須繼續演出，便可以去領取便當進食，對於臨時演員其戲份完結便可領取便當、酬勞，然後離開。
“领便当”的现代语源一般认为是来自于周星驰主演的香港電影《喜劇之王》中的一个情节，周星驰扮演的尹天仇在演出完一个很快死去的龙套角色后，他宣稱「臨時演員都是演員」，因為之前拍攝時自己裝死裝得不夠好，要求重拍，不願離開，導演斥責他的要求是浪費製作團隊的拍攝時間，高聲呼喝他快點去领饭盒（即“領便当”）後離開，他惟有離開拍攝場景及向吳孟達飾演的剧务領取一個飯盒，離開片場時還受盡劇務的奚落，此後，「拎飯盒」在香港便帶有死亡或被革走之意，再傳到中國大陸及台灣成為“领便当”。